# CD 나시오날
클루브 데스포르티부 나시오날(Clube Desportivo Nacional) 또는 CD 나시오날(C.D. Nacional)은 포르투갈 마데이라 제도 푼샬의 축구 클럽으로, 현재 프리메이라리가에서 활동하고 있다. 흔히 나시오날 다 마데이라(Nacional da Madeira)라고 부르기도 한다.
CD 나시오날은 마데이라 제도의 축구 클럽인 CS 마리티무와 라이벌 관계에 있다.

## 역대 성적

### 국내 리그
- 리가프로: 2017–18
- 포르투갈 세군다 디비장: 1999–00

## 선수 명단

### 현역
참고: FIFA 자격 규정에 따라 소속된 국가대표팀 국기를 표시합니다. 선수는 복수의 FIFA 비회원국 국적을 가지고 있을 수 있습니다.
| 번호 | 포지션 | 국적     | 이름              |
| ---- | ------ | -------- | ----------------- |
| 2    | DF     | 포르투갈 | 주앙 아우렐리우   |
| 4    | DF     |          | 울리세스          |
| 14   | DF     |          | 루카스 올리베이라 |

| 번호 | 포지션 | 국적 | 이름 |
| ---- | ------ | ---- | ---- |

## 역대 감독
| 감독            | 임기 |
| --------------- | ---- |
| 에우리쿠 고메스 | 1991 |